# ホセ・アンヘル・ポソ
ホセ・アンヘル・ポソ・ラ・ロサ（スペイン語: José Ángel Pozo la Rosa、1996年3月15日 - ）は、スペイン・アンダルシア州フエンヒローラ出身のサッカー選手。カルミオティッサFC所属。ポジションはMF。

## クラブ歴

### ユース
アンダルシア州マラガ県フエンヒローラに生まれ、地元のUDフエンヒローラ・ロス・ボリチェスでサッカーを始めた。11歳の時にレアル・マドリードにスカウトされ、同クラブの下部組織に移籍。5年間在籍したが、2012年の始めにマンチェスター・シティ EDSに240万ポンドで引き抜かれた。この時、弟も同時に移籍している。

### マンチェスター・シティ
弟とともにマンチェスター・シティFCに移った彼はU-18チームに割り当てられ、アカデミー最優秀選手にノミネートされる活躍を見せた。しかし2シーズン目となった2013-14シーズンは足首を早々に負傷し、僅か9試合の出場に止まった。その後はパトリック・ヴィエラ監督の下、「小さなメッシ」の二つ名をつけられる活躍を見せた。
トップチーム初出場は2014年9月24日で、この時はセルヒオ・アグエロとステヴァン・ヨヴェティッチが負傷しており、ヤヤ・トゥーレに代わって64分からEFLカップでの出場となった。試合前にはマヌエル・ペジェグリーニ監督もベンチに名を連ねた事に関して出場の可能性をにおわせていた。その彼は88分に得点を記録し、トップチーム初得点も記録した。
プレミアリーグでは同年12月3日の試合でサミル・ナスリに代わって83分に投入され初出場。同月13日の試合ではスターティングメンバーに名を連ねた。ただこれはエディン・ジェコがウォーミングアップ中に負傷したための物であった。

### アルメリア
2015年8月31日に地元アンダルシアのUDアルメリアに5年契約で完全移籍。9月6日のセグンダ・ディビシオンの一戦でエルディン・ハジッチに代わって投入され移籍後初出場、88分に移籍後初得点を記録した。
同月12月2日にはコパ・デル・レイでも得点を記録したが、1-3で敗北した。

### ラージョ・バジェカーノ
2018年7月27日、5年契約でプリメーラ・ディビシオンのラージョ・バジェカーノに移籍。8月19日の試合でスターティングメンバーとして出場し、移籍後初出場。しかし1年でクラブは降格し、再びセグンダ・ディビシオンで戦う事となった。

## 家族
弟のイケル・ポソもサッカー選手。